# Эвридамид
Эвридамид (др.-греч. Εὐρυδαμίδας) или Эвдамид III (Ευδαμίδας Γ΄) — царь Спарты в 241—228 гг. до н. э. из династии Эврипонтидов.

## Биография
Отцом Эвридамида был царь-реформатор Агис IV, а матерью — Агиатида, дочь Гилиппа.
Когда в 241 году до н. э. Агиса, обвиненного в стремлении к тирании, казнили по приказу эфоров, Эвридамид только родился. Противник Агиса царь Леонид II силою принудил Агиатиду выйти замуж за своего сына Клеомена III, так как она, согласно Плутарху, «должна была унаследовать богатое состояние своего отца, по красоте же и пригожеству не знала себе равных среди гречанок, обладая, вдобавок, нравом добрым и кротким».
Опекунами Эвридамида были названные цари из рода Агидов: сначала Леонид II, а затем отчим Клеомен. Согласно свидетельству древних авторов, последний, «не удовлетворенный установленными законами», «став подражать Павсанию в стремлении к абсолютной власти», приказал отравить своего подопечного.
После этих событий престол по линии рода Эврипонтидов перешел по воле Клеомена к дяде Эвридамида — Архидаму V.